# General Villegas
Pour les articles homonymes, voir Villegas.
General Villegas est une ville d'Argentine, située en province de Buenos Aires. Elle est le chef-lieu du partido de General Villegas. La ville comptait 16.270 habitants au recensement de 2001.
La ville se trouve à 6 heures (en voiture) environ de la capitale d'Argentine.
C'est la ville natale de l'écrivain argentin Manuel Puig (General Villegas, 28 décembre 1932 - Cuernavaca (Mexique), 22 juillet 1990).